# Пінон рожевоголовий
Пі́нон рожевоголовий (Ducula rosacea) — вид голубоподібних птахів родини голубових (Columbidae). Мешкає в Індонезії і Східному Тиморі.

## Опис
Довжина птаха становить 39-44 см, вага 360-413 г. Довжина хвоста становить 12,6-14,7 см, довжина крила 21,2-24,5 см, довжина дзьоба 17-20 см. Самиці дещо менші за самців. Верхня частина тіла сіро-зелена, верхні покривні пера крил мають сіро-зелений металевий відблиск. Голова і верхня частина горла рожевуваті, решта горла і шия світло-сірі. Верхня частина грудей рожевувато-сіра, живіт рожевуватий, боки і стегна сірі. Махові пера темні, стернові пера темно-зелені. Райдужки темно-червонувато-карі, навколо очей вузькі рожевуваті кільця. Дзьоб темно-сірий, восковиця червонувата, лише біля основи покрита кремовим пір'ям. Лапи пурпурово-червоні.

## Поширення і екологія
Рожевоголові пінони мешкають на островах Яванського моря (Серібу, Карімун-Ява, Бавеан, Масалембу), моря Балі (острови Кангеан) і моря Флорес (острови Селаяр і Тукангбесі), на Молуккських островах і Малих Зондських островах (північний захід Хальмахери, Бачан, Таянду, Кай,(Сатонда, Флорес, Пантар, Алор, Роте, Семау, Тимор, Ветар, Кісар, Романґ, Леті, Моа, Луанґ, Сермата, Дамар, Бабар і Танімбар). На острові Ветар рожевочереві пінони є найпоширенішим видом голубів. Вони живуть у вологих рівнинних тропічних лісах і чагарникових заростях, в мангрових лісах і на плантаціях. Зустрічаються поодинці, парами або невеликими зграйками, на висоті до 1100 м над рівнем моря. Живляться плодами, зокрема плодами фікусів.

## Збереження
МСОП класифікує стан збереження цього виду як близький до загрозливого. Рожевоголовим пінонам загрожує знищення природного середовища і полювання.